# Philippe Le Houérou
Philippe Le Houérou (* 1957 in Montpellier) ist ein französischer Wirtschaftswissenschaftler. 

## Leben und Wirken
Le Houéroou war von März 2016 bis Oktober 2020 Vorsitzender, Executive Vice President, der Internationalen Finanz-Corporation (IFC).
Er war zuvor Vizepräsident der Europäischen Bank für Wiederaufbau und Entwicklung (EBRD) für „Policy & Partnerships“. Er trat diese Stelle im Januar 2015 an und war für die Strategieentwicklung verantwortlich.
Seit 1987 war er bei der Weltbank auf verschiedenen Positionen tätig. In den 1990er Jahren beriet er Russland und Madagaskar. Zuletzt war er Regionalvizepräsident für Südasien und davor für Europa und Zentralasien.
Le Houérou studierte am Institut d’études politiques de Paris (Sciences Po) und an der Columbia University. Anschließend machte er einen PhD in Internationaler Wirtschaft am Sciences Po.